# Contrada delle Capre
La Contrada delle Capre (Contrada di Caver in dialetto milanese) è stata una contrada di Milano appartenente al sestiere di Porta Romana.

## Confini
Il confine della contrada correva lungo corso Roma per poi costeggiare la Cerchia dei Navigli fino alla pusterla di Sant'Eufemia, dove confinava con il sestiere di Porta Ticinese, e proseguire fino a via della Maddalena.

## Luoghi di culto
Facevano parte della contrada la basilica di Sant'Eufemia e la chiesa di Santo Stefano in Centenariolo.

## Storia
Il nome della contrada deriva dalla famiglia nobile milanese Capra, a cui poi è stata dedicata anche una via, che esiste ancora oggi. Altri studiosi suppongono il contrario, ossia che sia stata la contrada a dare il nome della famiglia. Faceva parte della contrada la maggior parte del cosiddetto Borgo grande, ovvero il quartiere compreso tra le mura medievali e il tratto delle mura romane costruito dall'imperatore Massimiano. Altro quartiere degno di nota che era situato nella contrada era il Rugabella.
Tra le vie più importanti della contrada c'erano via Lentate (anticamente chiamata via delle Monache per via della presenza di un monastero, che si trasferì in questa via, da piazza Mercanti, a metà del XVIII secolo). Via delle Capre era un tempo molto più lunga e raggiungeva la citata basilica di Sant'Eufemia.